# Cadeby Light Railway
| Cadeby Light Railway           | Cadeby Light Railway |
| ------------------------------ | -------------------- |
| Der letzte Zug in Cadeby, 2005 |                      |
| Streckenlänge:                 | 0,09 km              |
| Spurweite:                     | 610 mm (2-Fuß-Spur)  |
|                                |                      |

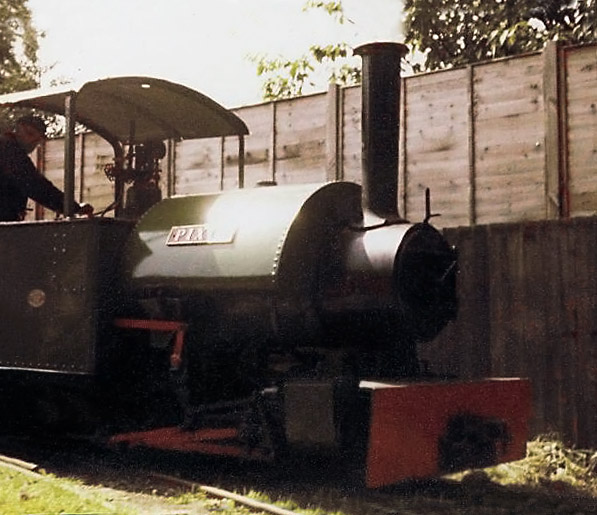
Pixie in Cadeby, 1981

Die Cadeby Light Railway war eine Schmalspurbahn mit einer Spurweite von 610 mm (2 Fuß) im Garten des Pfarrhauses von Cadeby, Leicestershire.

## Geschichte
Reverend Edwin Boston wurde in früheren 1960er Jahren Rektor der All Saints’ Church in Cadeby. Er ist als „the Fat Clergyman“ in der Kinderbuchreihe The Railway Series von Reverend Wilbert Vere Awdry weltweit bekannt geworden.
Er war zeit seines Lebens ein Eisenbahnfan und wollte in seinem Garten eine Miniatureisenbahn bauen. Wegen der hohen Kosten vertagte er das Projekt und suchte stattdessen nach einer gebrauchten Schmalspurbahnlokomotive. 1962 erwarb er Pixie, eine zweiachsige W.G. Bagnall Satteltanklok (0-4-0ST) aus dem Steinbruch in Cranford. Die Steinbruchbesitzer schenkten ihm ein kurzes Stück Gleis und zwei Loren, so dass die Cadeby Light Railway eröffnet werden konnte.
Über die Jahre erwarb Boston eine größere Sammlung von ehemals industriell eingesetzten Schmalspurfahrzeugen, die auf dem nur knapp 90 m langen Gleisstück hin- und hergefahren werden konnten. Nach dem Tod von Reverend Boston im Jahr 1986, betrieb seine Witwe Audrey die Eisenbahn für nahezu 20 weitere Jahre, und veranstaltete regelmäßig Tage der offenen Tür. Im Jahr 2005 wurde sie aber stillgelegt und die meisten Stücke der Sammlung wurden vom Moseley Railway Trust im Apedale Community Country Park übernommen.